# Liga (Mongolia Interior)
Una liga (mongol: chuulghan Чуулга; Chino: 盟; pinyin: méng) es una unidad administrativa de la Región Autónoma China de Mongolia Interior (República Popular China).
Las ligas han existido desde la dinastía Qing. El dirigente de una liga era elegido entre los jasagh (príncipe heredero) y los sula de las banderas que pertenecían a esa determinada liga. Las seis ligas originarias fueron Jirim, Juu Uda, Josutu, Xilingol, Ulaan Chab y Yeke Juu, aunque en los siglos posteriores se añadieron otras nuevas.
En la actualidad, las ligas pertenecen al nivel de prefectura del sistema de Organización territorial de la República Popular China. De las nueve ligas existentes a finales de los años setenta, seis han sido reorganizadas como ciudades de nivel de prefectura.
| Nombre               | Chino Simplificado | Pinyin                 | Capital                      | Fecha de abolición     | Sustituida por                                                                  |
| Ligas actuales       | Ligas actuales     | Ligas actuales         | Ligas actuales               | Ligas actuales         | Ligas actuales                                                                  |
| -------------------- | ------------------ | ---------------------- | ---------------------------- | ---------------------- | ------------------------------------------------------------------------------- |
| Alashan              | 阿拉善             | Ālāshàn                | Bandera Izquierda de Alashan |                        |                                                                                 |
| Xilingol             | 锡林郭勒           | Xīlínguōlè             | Xilinhot                     |                        |                                                                                 |
| Xing'an              | 兴安               | Xīng'ān                | Ulaanhot                     |                        |                                                                                 |
| Ligas desaparecidas  |                    |                        |                              |                        |                                                                                 |
| Baynnur              | 巴彦淖尔           | Bāyànnào'ěr            | Linhe                        | 1 de diciembre de 2003 | Ciudad de Nivel de Prefectura de Baynnur                                        |
| Chahar               | 察哈尔             | Cháhā'ěr               | Baochang                     | 1 de octubre de 1958   | unida a la liga de Xilingol                                                     |
| Hulunbuir            | 呼伦贝尔           | Hūlúnbèi'ěr            | Hailar                       | 10 de octubre de 2001  | Ciudad de Nivel de Prefectura de Hulunbuir                                      |
| Hulunbuir-Nawenmuren | 呼伦贝尔纳文慕仁   | Hūlúnbèi'ěr Nàwénmùrén |                              |                        |                                                                                 |
| Jirim                | 哲里木             | Zhélǐmù                | Tongliao                     | 13 de enero de 1999    | Ciudad de Nivel de Prefectura de Tongliao                                       |
| Josutu               | 卓索图             | Zhuósuǒtú              |                              | antes de 1949          | dividida entre las Ciudades de Nivel de Prefectura de Fuxin, Chaoyang y Chifeng |
| Juu Uda              | 昭乌达             | Zhāowūdá               | Chifeng                      | 10 de octubre de 1983  | Ciudad de Nivel de Prefectura de Chifeng                                        |
| Nawenmuren           | 纳文慕仁           | Nàwénmùrén             | Zhalantun                    |                        |                                                                                 |
| Ulaan Chab           | 乌兰察布           | Wūlánchábù             | Jining                       | 1 de diciembre de 2003 | Ciudad de Nivel de Prefectura de Ulaan Chab                                     |
| Yeke Juu             | 伊克昭             | Yīkèzhāo               | Dongsheng                    | 26 de febrero de 2001  | Ciudad de Nivel de Prefectura de Ordos                                          |

- Datos: Q288653